# 張馴
張馴（？—？），字子儁，濟陰郡定陶縣人（今山東省菏澤市）人。東漢大司農。

## 生平
張馴年輕時在太學讀書，精通《春秋左氏傳》。教授學生《大夏侯尚書》。辟公府，舉高第，被任命為議郎。
熹平四年（公元175年），蔡邕與五官中郎將堂谿典、光祿大夫楊賜、諫議大夫馬日磾、時為議郎的張馴、韓說、太史令單颺等，奏請正定《六經》文字。漢靈帝准奏，蔡邕親自寫在碑上，讓工人刻好立在太學門外。
後來張馴升任為侍中，主持領導秘書近署，廣納不同意見。多次陳述朝政得失，朝廷嘉獎張馴。升任丹陽太守，任內有不錯的政績，深受百姓愛戴。
光和七年（公元184年），張馴被任命為尚書，升遷為大司農。初平年間，在任內去世。

## 外部連結
- 中國哲學書電子化計劃《後漢書·儒林列傳上》 （页面存档备份，存于）
- 中國哲學書電子化計劃《後漢書·儒林列傳上·欽定四庫全書》 （页面存档备份，存于）

## 延伸阅读
[在维基数据编辑]
 《後漢書/卷79上》，出自范晔《後漢書》